# Aidan McArdle
Aidan McArdle (Dublin, 1970) is een Iers acteur.

## Biografie
McArdle werd geboren in Dublin in een gezin van zes kinderen, en als neef van acteur Steve Coogan. Zijn studie heeft hij gevolgd aan het Nationale Universiteit van Ierland in Dublin en aan het Royal Academy of Dramatic Art in Londen.
McArdle begon in 2002 met acteren in de televisieserie Casualty, waarna hij nog meerdere rollen speelde in televisieseries en films.
McArdle is in 2004 getrouwd met actrice Aislín McGuckin.

## Filmografie

### Films
Uitgezonderd korte films.
- 2024 Einstein and the Bomb - als Albert Einstein
- 2023 Freud's Last Session - als dr. Bernbridge
- 2021 Deadly Cuts - als Darren Flynn
- 2019 Born a King - als Humphrey Bowman
- 2019 The Professor and the Madman - als advocaat Clarke
- 2018 Sonja: The White Swan - als Darryl Zanuck
- 2018 Black '47 - als Cronin
- 2017 Maigret: Night at the Crossroads - als rechter Comeliau
- 2016 Maigret's Dead Man - als rechter Comeliau
- 2016 Maigret Sets a Trap - als rechter Comeliau
- 2015 Clan of the Cave Bear - als Creb
- 2013 The Borderlands - als Mark
- 2012 Metamorphosis - als kamerbewoner
- 2012 Chasing Leprechauns - als Patrick Doyle
- 2011 Killing Bono - als Bill McCormick
- 2011 Late Bloomers - als James
- 2010 Van Gogh: Painted with Words - als Paul Gauguin
- 2009 Morris: A Life with Bells On - als Jeremy de producent
- 2008 Me and Orson Welles - als Martin Gabel
- 2008 The Duchess - als Richard Sheridan
- 2007 Green - als Stuart
- 2005 Perfect Day - als Pete
- 2005 Riot at the Rite - als Igor Stravinsky
- 2005 Footprints in the Snow - als Seamus
- 2005 E=mc² - als Albert Einstein
- 2004 Not Only But Always - als Dudley Moore
- 2004 Ella Enchanted - als Slannen
- 2004 Judas - als John de baptist

### Televisieseries
Uitgezonderd eenmalige gastrollen.
- 2024 Showtrial - als Patrick Norris - 4 afl.
- 2022-2024 Ridley - als Michael Flannery - 5 afl.
- 2024 Blackshore - als Charlie Reid - 6 afl.
- 2023 Spy/Master - als Walter Simpson - 6 afl.
- 2022 Tell Me Everything - als John - 3 afl.
- 2022 The Holiday - als Alistair - 4 afl.
- 2021 Red Election - als Zak - 9 afl.
- 2019-2020 The Trial of Christine Keeler - als Roger Hollis - 4 afl.
- 2019 Strike Back - als Connor Ryan - 2 afl.
- 2017-2018 Sense8 - als Mitchell Taylor - 3 afl.
- 2017-2018 Delicious - als Jonathan Jones - 2 afl.
- 2016 Humans - als Peter Keeley - 2 afl.
- 2016 The Fall - als Healy - 5 afl.
- 2015 Clean Break - als Desmond Rane - 4 afl.
- 2014-2015 Mr Selfridge - als Lord Loxley - 20 afl.
- 2013-2014 The Mill - als John Doherty - 6 afl.
- 2013 Law & Order: UK - als Finn Tyler - 2 afl.
- 2009-2011 Garrow's Law - als Silvester - 12 afl.
- 2011 The Reckoning - als Simon Harris - 2 afl.
- 2008-2009 Beautiful People - als Andy Doonan - 12 afl.
- 2006 Jane Eyre - als John Eshton - 4 afl.
- 2005 All About George - als Dave - 6 afl.
- 2002 Any Time Now - als Nedser Fitzgibbon - ? afl.

- Bibliothèque nationale de France: cb15041333q (data)
- Gemeinsame Normdatei: 1051287847
- International Standard Name Identifier: 0000 0003 6107 4997
- Système universitaire de documentation: 11219348X
- Virtual International Authority File: 223447904